# 奧地利維也納足球會 (女子隊)
奧地利維也納足球會（FK Austria Wien）是一家奧地利的女子足球球會，位於維也納，成立於2015年。球隊目前在奧地利女子頂級聯賽的奧地利女子甲組足球聯賽中作賽。

## 歷史

### 與蘭德侯斯合作（2015–2021）
2015年，球會開始與維也納蘭德侯斯合作營運。 最初，奧地利維也納在2017–18年球季於維也納州聯賽（Wiener Landesliga）中比賽。在2018年至2021年期間，以「蘭德侯斯／奧地利維也納」名稱於奧地利女子甲組足球聯賽中作賽。

### 獨立時期（自2021年起）
自2021–22年球季起，球隊正式以「奧地利維也納」名稱獨立運作。